# Slawutytsch-Arena
Die Slawutytsch-Arena ist ein Fußballstadion in der ukrainischen Stadt Saporischschja. Sie bietet Platz für 11.983 Zuschauer und dient dem Verein Metalurh Saporischschja als Heimstätte. Der Verein Sorja Luhansk nutzt aufgrund der Krise in der Ukraine seit der Saison 2014/15 übergangsweise die Arena als Spielort. 

## Geschichte
Die Slawutytsch-Arena in der südukrainischen Stadt Saporischschja wurde in den Jahren 1937 und 1938 erbaut. Am 2. Mai 1938 erfolgte dann die Eröffnung des Stadions, das damals noch Zentralstadion Saporischschja hieß. Seinen heutigen Namen Slawutytsch-Arena trägt es erst seit einer Renovierung 2006. Seit der Erbauung des Stadions trägt der Verein Metalurh Saporischschja seine Heimspiele hier aus. Metalurh spielt aktuell in der zweithöchsten ukrainischen Liga, der Perscha Liha, nachdem man in der abgelaufenen Saison (2010/11) aus der Premjer-Liha abgestiegen war. Der größte Erfolg in der jüngeren Vereinsgeschichte von Metalurh Saporischschja, einem Gründungsmitglied der Premjer-Liha, war das Erreichen des Pokalfinals in der Saison 2006, wo man sich jedoch Dynamo Kiew mit 0:1 geschlagen geben musste. In den 1950er-Jahren gelang Metalurh Saporischschja zweimal der Gewinn des Pokalwettbewerbs der Ukrainischen Sowjetrepublik.
In der Slawutytsch-Arena fand im Jahre 2010 auch das Spiel um den ukrainischen Supercup statt, in dem sich Schachtar Donezk mit einem 7:1 gegen Tawrija Simferopol den Titel sicherte. Zudem fand im Jahre 1992 in Saporischschja das Spiel um den dritten Platz in der ukrainischen Meisterschaft zwischen Dnipro Dnipropetrowsk und Schachtar Donezk statt, welches Dnejpro gewann.

## Galerie

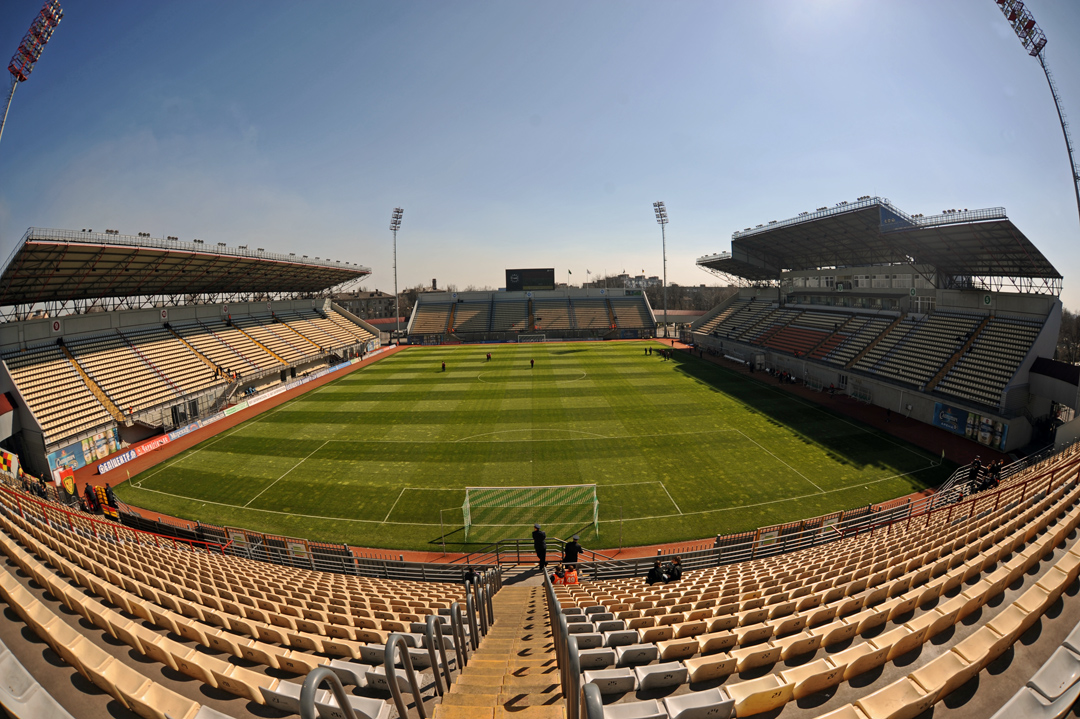
Blick ins Stadion